# Joseph Calleia
Ne pas confondre avec le ténor maltais Joseph Calleja.

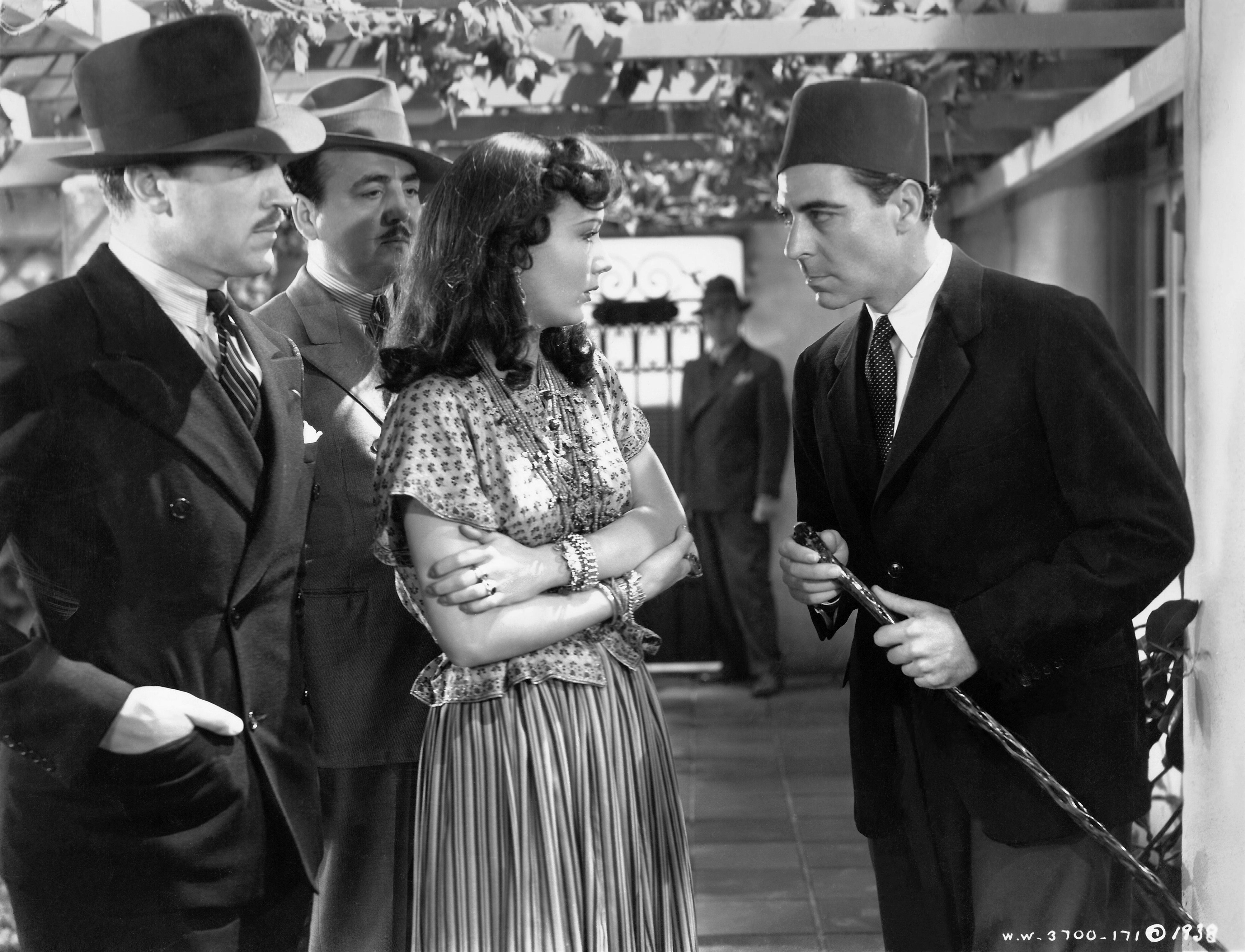
De gauche à droite : Non-identifié, Gino Corrado, Sigrid Gurie et Joseph Calleia, dans Casbah (1938)

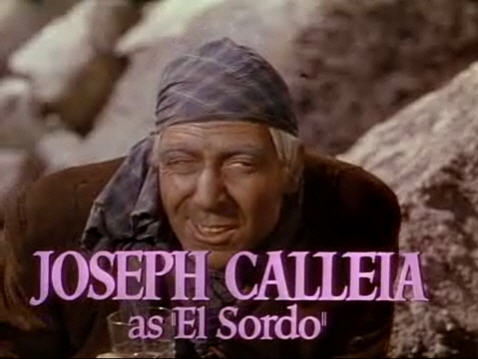
Dans Pour qui sonne le glas (1943)

Joseph Calleia est un acteur maltais, né Giuseppe Maria Spurrin-Calleja à Rabat (Malte) le 4 août 1897, mort à Sliema (Malte) le 31 octobre 1975.

## Biographie
Joseph Calleia quitte Malte en 1914 et parcourt l'Europe comme chanteur itinérant (il se produit notamment dans des cafés, avec un petit ensemble instrumental), avant de venir aux États-Unis en 1925. Il participe alors, au théâtre à Broadway, entre 1925 et 1935, à une opérette et sept pièces (il est en outre coproducteur de l'une d'elles en 1930-1931, Grand Hotel, adaptée au cinéma en 1932).
Au cinéma, il multiplie les rôles à Hollywood entre 1931 (année où il intègre la Metro-Goldwyn-Mayer) et 1963 date à laquelle il se retire dans son pays natal. Son physique méditerranéen lui permet en particulier de s'illustrer dans des rôles ethniques : mexicain dans Alamo, de et avec John Wayne [1960] ou La Soif du mal, de et avec Orson Welles [1958], arabe dans Casbah, de John Cromwell [1938]).
Il est également coscénariste (une seule fois), avec Melvin Levy et William A. Wellman, d'un film réalisé par ce dernier en 1936, The Robin Hood of El Dorado.
À la télévision, il participe uniquement à deux séries en 1958-1959, dont Zorro (The Sergeant sees red, saison 2, épisode 31).

## Filmographie partielle
- 1931 : My Sin de George Abbott
- 1931 : Sa femme (His Woman) de Edward Sloman
- 1932 : The Divorce Racket de Aubrey Scotto
- 1935 : Les Hommes traqués (Public Hero n°1), de J. Walter Ruben
- 1936 : La Loi du plus fort (Riffraff) de J. Walter Ruben
- 1936 : Une enquête sensationnelle (Exclusive Story) de George B. Seitz
- 1936 : Le Défenseur silencieux (Tough guy) de Chester M. Franklin
- 1936 : Sworn enemy de Edwin L. Marin
- 1936 : La Fièvre des tropiques (His Brother's Wife) de W. S. Van Dyke
- 1936 : A la lanterne verte (Sinner take all) de Errol Taggart
- 1936 : Nick, gentleman détective (After the Thin Man) de W. S. Van Dyke
- 1937 : Man of the People d'Edwin L. Marin
- 1937 : Arizona Bill (The bad man from Brimstone) de J. Walter Ruber
- 1938 : Marie-Antoinette de W. S. Van Dyke
- 1938 : Casbah (Algiers) de John Cromwell
- 1939 : Juarez de William Dieterle
- 1939 : Quels seront les cinq ? (Five Came Back), de John Farrow
- 1939 : L'Esclave aux mains d'or (Golden Boy) de Rouben Mamoulian
- 1939 : Le Gorille (The Gorilla) d'Allan Dwan : L'homme mystérieux
- 1939 : Full confession de John Farrow
- 1940 : Mon petit poussin chéri (My Little Chickadee) d'Edward F. Cline
- 1940 : Wyoming de Richard Thorpe
- 1941 : Crépuscule (Sundow) de Henry Hathaway
- 1942 : La Clé de verre (The Glass Key) de Stuart Heisler
- 1942 : Le Livre de la jungle (Jungle Book) de Zoltan Korda
- 1943 : Pour qui sonne le glas (For whom the Bell tolls) de Sam Wood
- 1943 : La Croix de Lorraine (The Cross of Lorraine) de Tay Garnett
- 1944 : Les Conspirateurs (The Conspirators) de Jean Negulesco
- 1946 : Gilda de Charles Vidor
- 1946 : Une nuit mouvementée (Deadline at Dawn) de Harold Clurman (en)
- 1947 : Des filles disparaissent (Lured) de Douglas Sirk
- 1948 : Le Destin du fugitif (Four Faces West) d'Alfred E. Green
- 1948 : The Noose d'Edmond T. Gréville
- 1950 : Marqué au fer (Branded) de Rudolph Maté
- 1950 : Vengeance corse (Vendetta) de Mel Ferrer
- 1951 : Rudolph Valentino, le grand séducteur (Valentino) de Lewis Allen
- 1952 : Miracle à Tunis (The Light Touch) de Richard Brooks
- 1952 : Aventure à Rome (When in Rome) de Clarence Brown
- 1952 : La Maîtresse de fer (The Iron Mistress) de Gordon Douglas
- 1955 : La Vénus des mers chaudes (Underwater !) de John Sturges
- 1955 : La Revanche de Pablito (The Littlest Outlaw) de Roberto Gavaldón
- 1955 : Le Trésor de Pancho Villa (The Treasure of Pancho Villa) de George Sherman
- 1956 : L'Ardente Gitane (Hot Blood) de Nicholas Ray
- 1956 : Serenade d'Anthony Mann
- 1957 : Car sauvage est le vent (Wild is the Wind) de George Cukor
- 1958 : La Soif du mal (Touch of Evil) d'Orson Welles
- 1960 : Alamo (The Alamo) de John Wayne
- 1963 : Johnny Cool (La revanche du sicilien) de William Asher

## Théâtre (à Broadway)
(pièces, sauf mention contraire)
- 1925-1926 : Princess Flavia, opérette, musique de Sigmund Romberg, livret et lyrics de Harry B. Smith, d'après The Prisoner of Zenda (plusieurs fois adapté au cinéma, notamment en 1952) d'Anthony Hope, avec Douglass Dumbrille
- 1926-1928 : Broadway de (et mise en scène par) Philip Dunning et George Abbott, avec Millard Mitchell
- 1928-1929 : The Front Page de Ben Hecht et Charles MacArthur, mise en scène de George S. Kaufman, avec Walter Baldwin, George Barbier, Eduardo Ciannelli, Willard Robertson
- 1930 : The Last Mile de John Wexley, production d'Herman Shumlin, mise en scène de Chester Erskine, avec Henry O'Neill, Spencer Tracy, Ernest Whitman
- 1930-1931 : Grand Hotel de William A. Drake, d'après Vicki Baum, mise en scène et production d'Herman Shumlin, avec Sam Jaffe, Walter Baldwin, Albert Dekker, Rafaela Ottiano
- 1932-1933 : Honeymoon de Samuel Chotzinoff et George Backer, mise en scène de Thomas Mitchell, avec Katharine Alexander, Thomas Mitchell
- 1933-1934 : Ten Minute Alibi d'Anthony Armstrong
- 1934-1935 : Small Miracle de Norman Krasna, mise en scène par George Abbott, avec Alan Hale Jr.